# Mariana, Minas Gerais
Mariana este un oraș în Minas Gerais (MG), Brazilia.